# العلاقات الجنوب إفريقية القبرصية
العلاقات الجنوب أفريقية القبرصية هي العلاقات الثنائية التي تجمع بين جنوب أفريقيا وقبرص.

## مقارنة بين البلدين
هذه مقارنة عامة ومرجعية للدولتين:
| وجه المقارنة                                              | جنوب أفريقيا | قبرص                                                                 |
| --------------------------------------------------------- | --- | -------------------------------------------------------------------- |
| المساحة (كم2)                                             | 1.22 مليون | 9.24 ألف                                                             |
| عدد السكان (نسمة)                                         | 57.73 مليون | 1.14 مليون                                                           |
| الكثافة السكانية (ن./كم²)                                 | 47.32 | 123.38                                                               |
| العاصمة                                                   | بريتوريا، بلومفونتين، كيب تاون | نيقوسيا                                                              |
| اللغة الرسمية                                             | لغة إنجليزية، اللغة الأفريقانية، اللغة النديبلي الجنوبية، اللغة السوثو الشمالية، اللغة السوتية، لغة سوازي، اللغة التسونجا، اللغة التسوانية، اللغة الفيندية، اللغة الكوسية، اللغة الزولوية | اليونانية الحديثة، اللغة التركية، لغة يونانية                        |
| العملة                                                    | راند جنوب أفريقي | يورو، جنيه قبرصي                                                     |
| الناتج المحلي الإجمالي (بليون دولار)                      | 349.42 مليار | 21.65 مليار                                                          |
| الناتج المحلي الإجمالي (تعادل القوة الشرائية) بليون دولار | 725.91 مليار | 26.73 مليار                                                          |
| الناتج المحلي الإجمالي الاسمي للفرد دولار أمريكي          | 5.72 ألف | 23.24 ألف                                                            |
| الناتج المحلي الإجمالي للفرد دولار أمريكي                 | 13.05 ألف | 30.24 ألف                                                            |
| مؤشر التنمية البشرية                                      | 0.666 | 0.850                                                                |
| رمز المكالمات الدولي                                      | +27 | +357                                                                 |
| رمز الإنترنت                                              | .za | .cy                                                                  |
| المنطقة الزمنية                                           | ت ع م+02:00، أفريقيا/جوهانسبرغ ‏ | ت ع م+02:00، ت ع م+03:00، توقيت شرق أوروبا، توقيت شرق أوروبا الصيفي ‏ |

## منظمات دولية مشتركة
يشترك البلدان في عضوية مجموعة من المنظمات الدولية، منها:
| علم المنظمة | اسم المنظمة                        | تاريخ انضمام جنوب أفريقيا | تاريخ انضمام قبرص |
| ----------- | ---------------------------------- | ------------------------- | ----------------- |
|             | مؤسسة التنمية الدولية              | 12 أكتوبر 1960            | 2 مارس 1962       |
|             | المنظمة الهيدروغرافية الدولية      | ?                         | ?                 |
|             | مؤسسة التمويل الدولية              | 3 أبريل 1957              | 2 مارس 1962       |
|             | منظمة حظر الأسلحة الكيميائية       | ?                         | ?                 |
|             | يونسكو                             | 4 نوفمبر 1946             | 6 فبراير 1961     |
|             | الأمم المتحدة                      | 7 نوفمبر 1945             | 20 سبتمبر 1960    |
|             | الاتحاد الدولي للاتصالات           | 1910                      | 24 أبريل 1961     |
|             | منظمة الشرطة الجنائية الدولية      | ?                         | ?                 |
|             | البنك الدولي للإنشاء والتعمير      | 27 ديسمبر 1945            | 21 ديسمبر 1961    |
|             | الاتحاد البريدي العالمي            | ?                         | ?                 |
|             | وكالة ضمان الاستثمار متعدد الأطراف | 10 مارس 1994              | 12 أبريل 1988     |
|             | منظمة التجارة العالمية             | 1995                      | ?                 |
|             | الفريق المعني برصد الأرض           | ?                         | ?                 |
|             | مجموعة الموردين النوويين           | ?                         | ?                 |
|             | دول الكومنولث                      | 11 ديسمبر 1931            | ?                 |

## وصلات خارجية
- موقع وزارة الخارجية الجنوب أفريقية
- موقع وزارة الخارجية القبرصية